# 2002
2002 (MMII) var ett normalår som började en tisdag i den gregorianska kalendern.

## Händelser

### Januari
- Januari
  - USA skickar soldater till Filippinerna för att hjälpa Filippinerna i kriget mot terrorismen [1].
  - Den svenske medborgaren Mehdi Ghezali misstänks vara medlem av terroristorganisationen al-Qaida och grips i Afghanistan av amerikanerna. Han förs till Guantanamobasen på Kuba, där han hålls fängslad utan rättegång, men frisläpps 8 juli 2004.

- 1 januari

Euro

  - Det stora förändringsarbetet med den svenska Posten inleds. Postkontoren läggs ner eller ombildas till Svensk Kassaservice. Brev- och pakettjänster utlokaliseras till affärer.
  - Eurosedlar och -mynt introduceras i de flesta EU-länderna.
  - Sveriges bistånds- och invandrarminister Maj-Inger Klingvall avgår och efterträds av Jan O. Karlsson.
- 9 januari – Enronskandalen tar sin början.
- 15 januari – Sveriges skolminister Ingegerd Wärnersson avgår efter massiv kritik och efterträds av Thomas Östros.
- 16 januari – I Sverige övertar Sveriges utbildningsminister Thomas Östros (s) en kombinerad roll som utbildningsminister och skolminister och blir därmed minister över hela det svenska utbildningssystemet.
- 17 januari – Vulkanen Nyiragongo får ett utbrott i Demokratiska republiken Kongo och tvingar uppskattningsvis 400 000 människor att fly.
- 18 januari – Byggföretaget Skanska döms att betala en företagsbot på tre miljoner kronor i samband med byggskandalen i Hallandsåsen.
- 21 januari – Kurdiska kvinnan Fadime Sahindal mördas av sin far, vilket utlöser en debatt om så kallade hedersmord i Sverige.
- 31 januari – Byggföretaget NCC erkänner att det har deltagit i en asfaltskartell med andra storbolag i den svenska byggbranschen.

### Februari

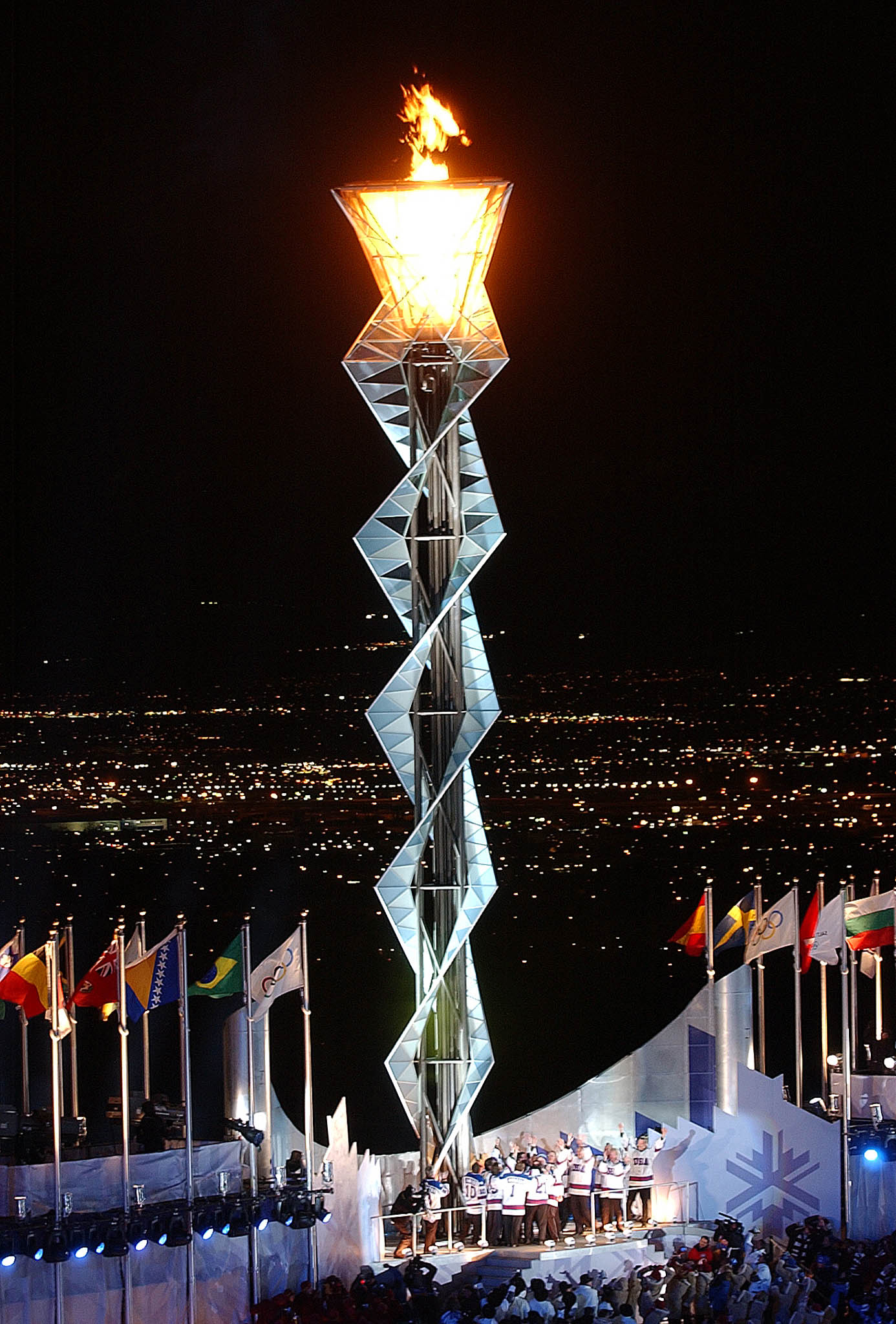
Olympiska vinterspelen i Salt Lake City

- 2 februari – Mordet på Danielle van Dam
- 8–24 februari – Olympiska vinterspelen hålls i Salt Lake City.
- 12 februari – Rättegången mot Slobodan Milošević, den förre presidenten för Jugoslavien, börjar i Haag vid Internationella krigsförbrytartribunalen för tidigare Jugoslavien.
- 20 februari
  - Denna dag benämns skämtsamt Palindromdagen, eftersom datumet (20-02-2002) med enbart siffror (20022002) blir ett palindrom. Klockan två minuter över åtta på kvällen blir tidsangivelsen dessutom "20:02, 20-02-2002", vilket med enbart siffror blir 200220022002, alltså ett palindrom med tre 2002 i rad.
- 26 februari – Rinkebymordet sker.

### Mars
- 1 mars – USA:s invasion av Afghanistan: I östra Afghanistan, börjar Operation Anaconda.
- 3 mars – Vasaloppets segrare blir Daniel Tynell från Falun/Borlänge SK på tiden 3.58.52.
- 24 mars – Den 74:e Oscarsgalan hålls i Kodak Theatre i Kalifornien, USA.
- 27 mars – En palestinsk självmordsbombare som dödar 30 civila israeler och sårar 140 andra på Park Hotel i Netanya, utlöser två dagar senare Operation Defensive Shield, en storskalig israelisk militär invasion till Västbanken med syftet att bekämpa terrorism.

### April
- 11 april – Ett jordskalv på 3,3 på Richterskalan skakar området kring Skellefteå i Sverige.
- 12 april – En militärkupp i Venezuela avsätter president Hugo Chávez. En övergångsregering tillsätts, och nyval utlovas inom ett år.[2]
- 14 april – Venezuelas president Hugo Chavez återinsätts efter två dygns politisk förvirring, folkliga protester mot kuppförsöket samt påtryckningar från kritiska militärer. I ett TV-tal vädjar Chavez om "lugn, förnuft och enighet i landet". Kuppmakarna visar sig ha rådgjort med USA:s regering.[2]
- 15 april – En Air China Boeing 767-200 kraschar in en sluttning under kraftiga regn och dimma nära Busan, Sydkorea, dödade 128.
- 18 april – Sista avsnittet av TV-serien Rederiet sänds i Sveriges television. Därmed är det slutet på en knappt 10 år lång följetong av 318 avsnitt.

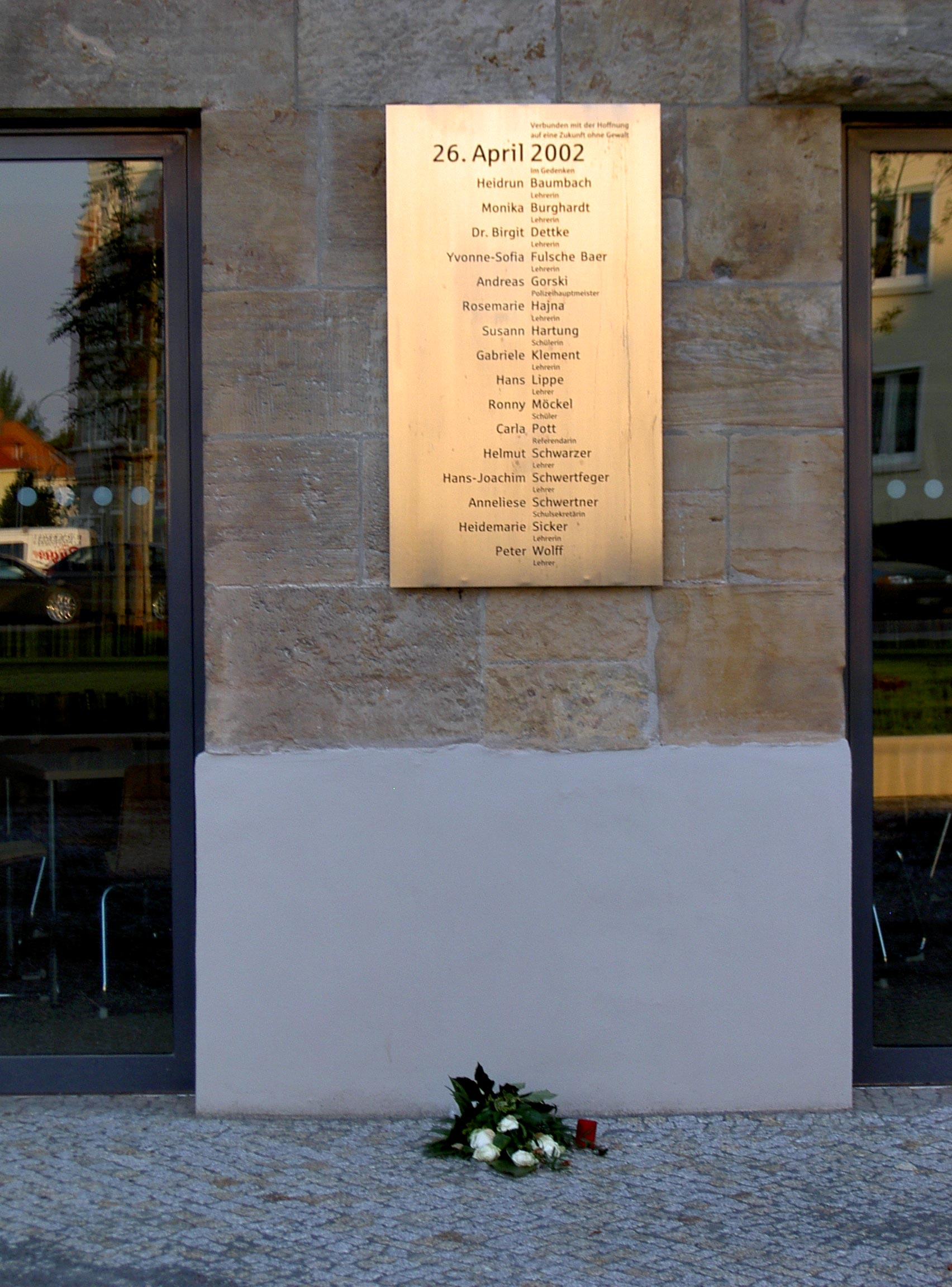
Erfurtmassakern

- 26 april – 19-årige Robert Steinhäuser skjuter ihjäl 17 människor (13 lärare, 2 elever, en polis och sig själv) vid en skolmassaker på Gutenberg-Gymnasium i Erfurt i Tyskland.

### Maj

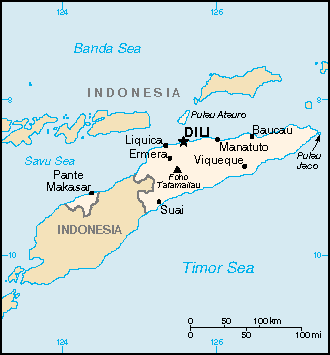
Östtimor självständigt.

- 6 maj – Den nederländske politikern och statsministerkandidaten Pim Fortuyn mördas i Hilversum.
- 20 maj
  - Östtimor blir självständigt från Indonesien [3].
  - USA:s president George W. Bush meddelar till USA:s kongress att Al Qaidas träningsmöjligheter blivit försämrade under kriget mot terrorismen [1].
- 23 maj – Eurovision Song Contest hålls i Tallinn, Estland.
- 25 maj – China Airlines Flight 611, en Boeing 747, bryts i delar över vattnet mellan Kina och Taiwan. Alla 225 ombord omkommer.

### Juni

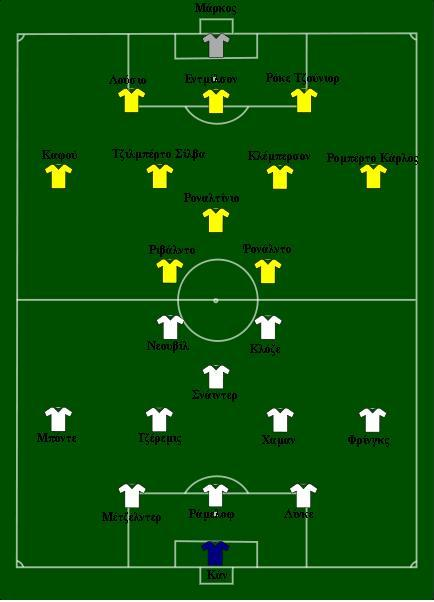
Brasilien bäst i fotboll.

- 5 juni Fjortonåriga Elizabeth Smart rövas bort från sitt hem i Salt Lake City i USA. Hittad vid liv nio månader senare.
- 31 maj–30 juni – VM i fotboll spelas i Japan och Sydkorea. Brasilien slår Tyskland med 2-0 i finalen.
- 24 juni – Tågolyckan i Dodoma, Tanzania, dödar 281 människor i den värsta tågolyckan i afrikansk historia.
- 30 juni – Monsunregn i Indien vållar stora översvämningar. 90 personer omkommer, och 6 000 familjer blir hemlösa [4].
- Sommaren – Över 1 300 personer omkommer vid sommarens översvämningar i Kina [4].

### Juli
- Juli – Läkemedelsföretaget Pharmacia köps upp av det amerikanska Pfizer.
- 2 juli – En flygolycka inträffar ovanför Überlingen i Tyskland, då en Boeing 757 och en Tupolev 154 kolliderar och 71 personer omkommer.
- 14 juli – En tyfon dödar 60 personer. Totalt har hundratals dödats i jordskred och översvämningar som drabbat Mikronesien, Filippinerna, Kina, Koreahalvön och Japan. Över 10 000 blir hemlösa.[4]
- 18 juli – Abdul Kalam tillträder som Indiens president.
- 24 juli – Alfred Moisiu tillträder som president i Albanien.
- 27 juli – 77 personer omkommer när ett stridsflygplan av typen Sukhoi Su-27 störtar under en flyguppvisning i Ukrainas huvudstad Kiev.
- 29 juli – 26-årige Tony Deogan deltar i slagsmål i Högalidsparken och misshandlas grovt. Avlider fyra dagar senare på Karolinska Sjukhuset.

### Augusti
- Augusti – Centraleuropa drabbas av väldiga översvämningar som dödar cirka 100 personer och orsakar stora materiella skador samt förstör kulturhistoriskt värdefulla föremål. Tyskland, Polen, Österrike och Tjeckien drabbas värst [4].
- Den 23 augusti Tjugoettåriga Michelle Knight försvinner spårlöst i Cleveland, Ohio, och hittas inte förrän elva år senare vid liv.
- 28 augusti – Tillverkningen av Chevrolet Camaro upphör.

### September
- 10 september – Schweiz ansluter sig till FN som den 191:e medlemsstat.
- 11 september – Artisten Marie Fredriksson faller ihop i sitt badrum efter en joggingrunda. Hon förs till sjukhus och där upptäcks en hjärntumör.

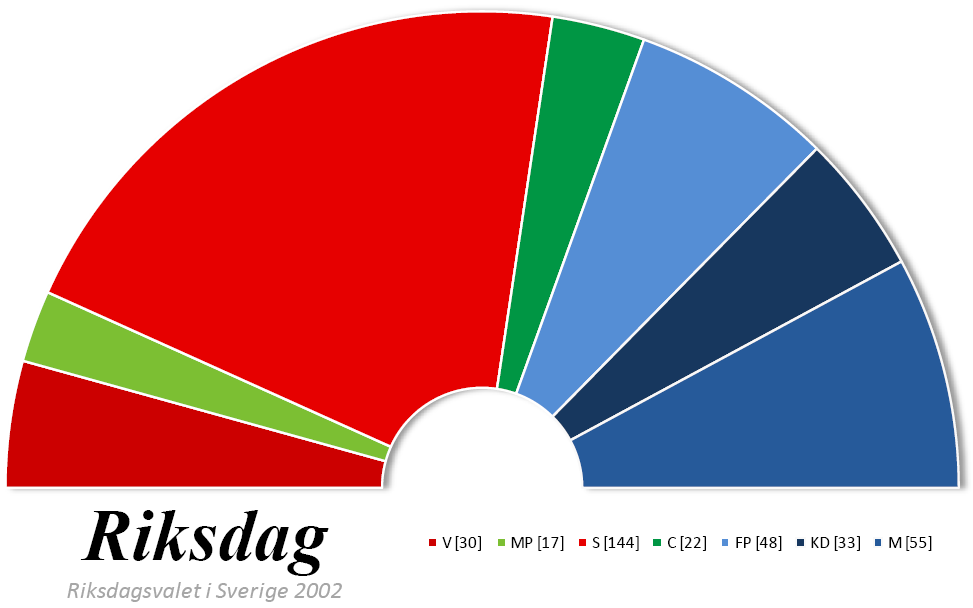
Riksdagsval i Sverige.

- 15 september – I det svenska riksdagsvalet går Vänsterpartiet tillbaka, liksom Moderaterna, som får sitt sämsta valresultat sedan 1970-talet, och även Kristdemokraterna går bakåt. Socialdemokraterna och Folkpartiet går framåt, och Miljöpartiet och Centerpartiet står kvar på samma nivå som tidigare. Socialdemokraterna bildar på nytt regering med Vänsterpartiet och Miljöpartiet som samarbetspartier, sedan Miljöpartiet efter omfattande förhandlingar har bestämt sig för att fortsätta stödja Socialdemokraterna.
  - Sverigedemokraterna erhåller 76 300 avlagda röster (1,44 procent) vid sitt femte riksdagsval.
- 19 september – Inbördeskriget börjar i Elfenbenskusten.
- 25 september – Uppror i Elfenbenskusten. USA skickar soldater till Bouake för att evakuera amerikaner och tredje land-medborgare [1].

### Oktober
- Oktober – Detta år är månaden ovanligt varm i Europa.

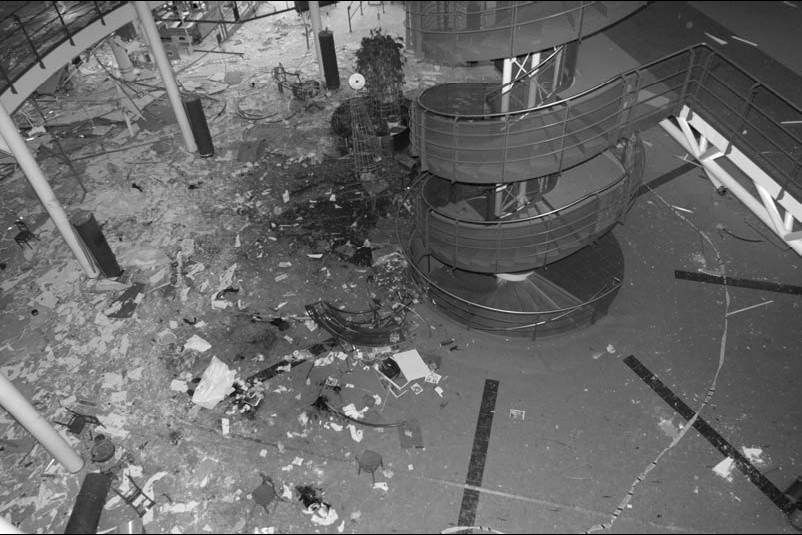
Bomben i Myyrmanni

- 2 oktober – Före detta gulfkrigssoldaten John Allen Muhammad och sjuttonårige Lee Boyd Malvo börjar mörda människor i Washington, D.C.-området. De grips den 24:e.
- 11 oktober – Sju personer dödas och 80 skadas i ett bombdåd på ett köpcenter i finska Vanda.
- 12 oktober – 202 personer dödas i bombdåd i Bali.
- 22–25 oktober – Gisslandramat på Dubrovkateatern: Tjetjenska terrorister tar över 700 människor till fånga i Dubrovkateatern i Moskva, Ryssland. 50 terrorister och 120 i gisslan (ungefärliga siffror) avlider sedan det ryska elitkommandot Spetsnaz har sprutat in sömngas i lokalen.

### November
- 7 november – En folkomröstning i Gibraltar hålls om dess suveränitet gentemot Spanien. Folket  avvisar åter spansk suveränitet.
- 9 november – FN:s säkerhetsråd godkänner en resolution som kräver att Irak förstör alla sina massförstörelsevapen.
- 18 november – Telia går samman med det finska Sonera och bildar därmed TeliaSonera från och med 2003.
- 20 november – Styckmordet i Halmstad 2002
- 21 november – Vid Nato-toppmötet i Prag, Bulgarien, Estland, Lettland, Litauen, Rumänien, Slovakien och Slovenien är välkomna att ansluta sig till organisationen under 2004.
- 22 november – I Nigeria dödas mer än 100 personer vid en attack riktad mot tävlande i Miss World.
- 25 november – USA:s president George W. Bush tecknar lagen Homeland Security i lag, om inrättande av Department of Homeland Security, i den största amerikanska regeringens omorganisation efter inrättandet av försvarsdepartementet 1947

### December
- 9 december – I Genève sluts efter 26 års stridigheter ett fredsavtal för Aceh mellan Indonesiens regering och Acehs självständighetsgerilla. Aceh får lokal autonomi.[5]
- 17 december – USA:s president George W. Bush meddelar att USA sätter sitt missilförsvar i bruk 2004.[5]

### Okänt datum
- Socialdemokraterna, centerpartiet och vänsterpartiet sluter en energiuppgörelse om att stänga Barsebäck 2 under 2003.
- En etikkommission tillsätts för att granska det svenska näringslivets moral.
- Mobiloperatören Orange ansöker om senareläggning av utbyggandet av 3G-nätet. Då ansökan avslås lägger företaget ner sin verksamhet i Sverige.
- Den svenska säkerhetskommissionen kommer med sitt slutbetänkande Rikets säkerhet och den personliga integriteten.
- Nationaldemokraternas medlemstidning Nationell Idag grundas.

## Födda

### Första kvartalet

#### Januari
- 3 januari – Nico González, spansk fotbollsspelare.
- 22 januari – Caitlin Clark, amerikansk basketspelare.
- 23 januari – Alexander Holtz, svensk ishockeyspelare.

#### Februari
- 5 februari – Davis Cleveland, amerikansk barnskådespelare.
- 16 februari – Truls Möregårdh, svensk bordtennisspelare.
- 21 februari – Marcus & Martinus, norska artister.

#### Mars
- 28 mars - Lucas Raymond, svensk ishockeyspelare.

### Andra kvartalet

#### April
- 8 april – Skai Jackson, amerikansk skådespelare.
- 16 april – Sadie Sink, amerikansk skådespelare.
- 19 april – Loren Gray, amerikansk internetkändis.

#### Maj
- 21 maj – Elena Huelva, spansk canceraktivist.

#### Juni
- 11 juni – Windy Cantika Aisah, indonesisk tyngdlyftare.

### Tredje kvartalet

#### Juli
- 12 juli – Nico Williams, spansk fotbollsspelare.
- 16 juli – Sienna Hearn, australisk vattenpolospelare.
- 22 juli – Felix, dansk prins (sedan 2023 greve).
- 30 juli – Estrellita Lagunera, mexikansk fribrottare.

#### Augusti
- 7 augusti – Florian Elias, tysk ishockeyspelare.

#### September
- 5 september – Einár, svensk artist/rappare.
- 8 september – Gaten Matarazzo, amerikansk skådespelare.
- 30 september – Maddie Ziegler, amerikansk dansare.

### Fjärde kvartalet

#### Oktober
- 6 oktober – Cleopatra Stratan, dotter till moldavisk–rumänske sångaren Pavel Stratan
- 12 oktober – William Eklund, svensk ishockeyspelare.
- 31 oktober – Ansu Fati, spansk fotbollsspelare.

#### November
- 14 november – Jesper Wallstedt, svensk ishockeymålvakt.
- 25 november – Pedri, spansk fotbollsspelare.

#### December
- 23 december – Finn Wolfhard, kanadensisk skådespelare.

## Avlidna

### Första kvartalet
- 3 januari – Freddy Heineken, 78, tidigare VD för Heinekens bryggerier.
- 11 januari – Hilding Mickelsson, 82, svensk naturfotograf, författare och hembygdsforskare.
- 12 januari – Cyrus Vance, 84, amerikansk politiker.
- 17 januari – Eddie Meduza, 53, svensk musiker.
- 21 januari
  - Peggy Lee, amerikansk sångerska.
  - John Arthur Love, 85, amerikansk republikansk politiker, guvernör i Colorado 1963–1973.
  - Fadime Sahindal, kurdisk-svensk student, föreläsare och ungdomspolitiker (mördad).
- 23 januari
  - Pierre Bourdieu, fransk sociolog avlider i cancer.
  - Robert Nozick, amerikansk politisk filosof, professor och författare.
- 25 januari – Karen Rasmussen, svensk-norsk skådespelare.
- 28 januari – Astrid Lindgren, 94, svensk barnboksförfattare.
- 30 januari – Carlo Karges, 50, tysk musiker.
- 1 februari – Hildegard Knef, 76, tysk skådespelare.
- 4 februari – Sigvard Bernadotte, svensk prins och greve av Wisborg
- 9 februari – Prinsessan Margaret, brittisk prinsessa.
- 10 februari – Vernon A. Walters, amerikansk general och diplomat, FN-ambassadör 1985–1989.
- 11 februari
  - Barry Foster, 74, brittisk skådespelare.
  - Traudl Junge, Adolf Hitlers privatsekreterare 1942–1945.
  - Irma Leoni, svensk revyskådespelare och sångerska.
- 13 februari – Waylon Jennings, amerikansk countryartist.
- 14 februari – Nandor Hidegkuti, ungersk fotbollsspelare.
- 21 februari – John Thaw, brittisk skådespelare, Kommissarie Morse (cancer).
- 22 februari
  - Jonas Savimbi, angolansk politiker.
  - Arne Selmosson, svensk fotbollsspelare.
- 28 februari – Eivor Engelbrektsson, svensk skådespelare.
- 1 mars – C. Farris Bryant, amerikansk demokratisk politiker, guvernör i Florida 1961–1965.
- 4 mars – Niss Oskar Jonsson, svenska företagare, grundare av JOFA.
- 10 mars – Erik Lönnroth, svensk historiker, ledamot av Svenska Akademien 1962–2002.
- 11 mars – James Tobin, amerikansk ekonom, nobelpristagare.
- 13 mars – Hans-Georg Gadamer, tysk filosof.
- 18 mars – Gösta Winbergh, svensk operasångare.
- 19 mars – Marco Biagi, italiensk professor.
- 21 mars – Herman Talmadge, amerikansk politiker, senator 1957–1981.
- 27 mars
  - Milton Berle, amerikansk manusförfattare, kompositör, komiker och skådespelare.
  - Dudley Moore, 66, brittisk skådespelare.
  - Billy Wilder, amerikansk manusförfattare, regissör och producent.
- 30 mars – Elizabeth Bowes-Lyon, drottning av Storbritannien 1936–1952 (gift med Georg VI)

### Andra kvartalet
- 1 april – Simo Häyhä, finsk soldat.
- 4 april – Stuart Görling, svensk kompositör och arrangör av filmmusik.
- 4 april – Herbert Söderström, en av Sveriges första "skjutjärns"-journalister.
- 5 april – Layne Staley, amerikansk sångare i Alice in Chains.
- 7 april – John Agar, amerikansk skådespelare.
- 8 april – María Félix, mexikansk skådespelare.
- 18 april – Thor Heyerdahl, 87, norsk forskningsresande.
- 22 april – Linda Lovelace, amerikansk porrskådespelerska.
- 25 april – Lisa Lopes, amerikansk sångerska och skådespelare (bilolycka i Honduras).
- 29 april – Aleksandr Lebed, rysk general.
- 5 maj – George Sidney, amerikansk filmregissör och filmproducent.
- 6 maj – Pim Fortuyn, nederländsk politiker. Mördas under pågående valkampanj.
- 21 maj – Niki de Saint Phalle, fransk konstnär.
- 23 maj – Sam Snead, amerikansk golfspelare.
- 5 juni – Dee Dee Ramone, amerikansk musiker, basist i The Ramones.
- 7 juni – Signe Hasso, svensk-amerikansk skådespelare.
- 20 juni – Ole-Johan Dahl, norsk datavetare.
- 27 juni
  - John Entwistle, basist.
  - Sigvard Hammar, svensk journalist i press, radio och TV samt programledare.
- 29 juni – Rosemary Clooney, amerikansk sångerska.

### Tredje kvartalet
- 4 juli
  - Sten Samuelsson, svensk arkitekt.
  - Laurent Schwartz, fransk matematiker, vinnare av Fieldspriset.
- 5 juli – Ted Williams, amerikansk basebollspelare.
- 9 juli – Rod Steiger, amerikansk skådespelare.
- 13 juli – Yousuf Karsh, armenisk-kanadensisk fotograf.
- 23 juli - Olof Lagercrantz, svensk författare.
- 23 juli – Leo McKern, australisk skådespelare.
- 25 juli – Torsten Hägg, svensk organist och tonsättare.
- 27 juli – Krishan Kanth, indisk politiker, vice president 1997–2002.
- 28 juli – Bernt Staf, svensk proggmusiker.
- 3 augusti – Carmen Silvera, brittisk skådespelare.
- 5 augusti – Josh Ryan Evans, amerikansk skådespelare.
- 6 augusti – Hugo Yrwing, svensk historiker.
- 8 augusti – Charles Poletti, amerikansk demokratisk politiker, guvernör i New York 1942.
- 9 augusti – Ruud van Feggelen, nederländsk vattenpolospelare och -tränare.
- 11 augusti – Thomas Ryberger, svensk regissör och manusförfattare.
- 17 augusti – Sonja Stjernquist, svensk operett- och musikalsångerska (sopran) och skådespelare.
- 23 augusti – Dennis Fimple, amerikansk skådespelare.
- 19 augusti – Jan Stenbeck, 59, svensk mediaman (Tele2 m.m.).
- 29 augusti – Per Lindqvist, svensk sångare och skådespelare.
- 31 augusti – Lionel Hampton, amerikansk jazzmusiker.
- 4 september – Hasse Carlsson, svensk sångare.
- 16 september – Nguyen Van Thuan, vietnamesisk kardinal.
- 21 september – Angelo Buono Jr., 67, amerikansk seriemördare.

### Fjärde kvartalet
- 4 oktober – Hans Holmér, chef för säkerhetspolisen 1970–1976.
- 5 oktober – Mia Čorak Slavenska, kroatisk ballerina.
- 9 oktober – Aileen Wuornos, amerikansk seriemördare (avrättad).
- 25 oktober
  - Richard Harris, brittisk skådespelare.
  - Paul Wellstone, amerikansk politiker (flygolycka)
- 31 oktober – Lionel Poilâne, fransk bagare.
- 2 november
  - Charles Sheffield, science fictionförfattare och fysiker.
  - Brian Behan, irländsk författare, yngre bror till Brendan Behan.
- 3 november
  - Jonathan Harris, amerikansk skådespelare (Dr. Smith i Lost in Space).
  - Lonnie Donegan, brittisk skifflemusiker.
- 6 november – Sid Sackson, spelkonstruktör.
- 7 november – Rudolf Augstein, tysk tidningsutgivare, grundare av Der Spiegel.
- 10 november – Anne-Marie Brunius, svensk skådespelare.
- 14 november – Eddie Bracken, amerikansk skådespelare.
- 15 november – Myra Hindley, mördare.
- 17 november – Abba Eban, israelisk utrikesminister.
- 18 november – James Coburn, 74, amerikansk skådespelare.
- 19 november
  - Birgit Eggers, 89, svensk skådespelare.
  - Leif Forstenberg, 69, svensk skådespelare.
  - Prins Alexandre de Merode, 68, medlem i Internationella olympiska kommittén.
- 23 november – Karl-Magnus Thulstrup, 99, svensk skådespelare och sångare.
- 24 november – John Rawls, 81, amerikansk filosof.
- 27 november
  - Edwin L. Mechem, 90, amerikansk republikansk politiker.
  - Wolfgang Preiss, 92, tysk skådespelare.
- 1 december – Bruno Wintzell, 58, svensk sångare.
- 3 december – Glenn Quinn, 32, irländsk skådespelare.
- 8 december – Gunnar Helén, 84, svensk politiker, partiledare för folkpartiet 1969–1975.
- 21 december
  - Per Appelberg, svensk skådespelare.
  - Kjell Larsson, 59, svensk socialdemokratisk politiker, miljöminister 1998–2002 (cancer).
- 22 december
  - Desmond Hoyte, guyansk politiker, premiärminister 1984–1985, Guyanas president 1985–1992.
  - Joe Strummer, 50, sångare i The Clash.
- 23 december – John Henry Kyl, 83, amerikansk republikansk politiker, kongressledamot 1959–1965 och 1967–1973.
- 24 december – Kjell Aukrust, 82, norsk illustratör och författare.
- 26 december – Åke Lindström, 74, svensk skådespelare och regissör.

## Nobelpris[6]
- Fysik
  - Raymond Davis Jr., USA
  - Masatoshi Koshiba, Japan
  - Riccardo Giacconi, USA
- Kemi
  - John Fenn, USA
  - Koichi Tanaka, Japan
  - Kurt Wüthrich, Schweiz
- Medicin
  - Sydney Brenner, Storbritannien
  - H Robert Horvitz, USA
  - John E Sulston, Storbritannien
- Litteratur – Imre Kertész, Ungern
- Fred – Jimmy Carter, USA
- Ekonomi
  - Daniel Kahneman, USA / Israel
  - Vernon L Smith

### Fotnoter
1. 1 2 3  Grimmett, Richard F. (5 oktober 2004). ”Instances of Use of United States Armed Forces Abroad, 1798 – 2004”. Naval History and Heritage Command. https://www.history.navy.mil/research/library/online-reading-room/title-list-alphabetically/i/use-of-armed-forces-abroad-1798-2004.html.
2. 1 2   När Var Hur 2003. DN
3. ↑  Ben Cahoon. ”World Statesmen”. World Statesmen. http://www.worldstatesmen.org/East_Timor.html. Läst 5 juli 2011.
4. 1 2 3 4  Faktakalendern 2006, Semic, 2005
5. 1 2  När Var Hur 2004.
6. ↑  ”Nobelpriset”. https://www.nobelprize.org/prizes/lists/all-nobel-prizes/. Läst 10 april 2011.